# Oxyopes attenuatus
Oxyopes attenuatus là một loài nhện trong họ Oxyopidae.
Loài này thuộc chi Oxyopes. Oxyopes attenuatus được Ludwig Carl Christian Koch miêu tả năm 1878.